# Bahnhof Nidda
Der Bahnhof Nidda ist ein Bahnhof in der gleichnamigen Stadt an der Bahnstrecke Gießen–Gelnhausen (Lahn-Kinzig-Bahn). Ferner ist Nidda Endpunkt der Züge aus Friedberg.

## Geschichte
Der Bahnhof wurde am 29. Juni 1870 als Endpunkt des zweiten Abschnitts der Lahn-Kinzig-Bahn (Hungen–Nidda) eröffnet. Bauherr war die Oberhessische Eisenbahn-Gesellschaft. Ende November 1870 wurde die Bahnstrecke bis nach Gelnhausen verlängert. Am 1. Oktober 1897 wurde die Bahnstrecke Beienheim–Schotten von Beienheim über Nidda nach Schotten eröffnet. Damit wurde Nidda zu einem Eisenbahnknoten in der Wetterau.
Am 29. November 1959 wurde der Personenverkehr auf dem Abschnitt Nidda–Schotten eingestellt. Der Güterverkehr wurde noch bis Februar 1960 betrieben. Aufgrund mangelnder Nachfrage wurde auch er eingestellt und schließlich wurde die Strecke wenige Monate nach der kompletten Stilllegung demontiert.
Zunächst wurde mit Wirkung vom 1. März 1991 am Bahnhof Nidda die Abfertigung von Gepäck und Expressgut des Bahnhofs Ranstadt übernommen, bis diese dann später auch in Nidda eingestellt wurde.
In den Jahren 2008 und 2009 wurde der Bahnhof (bis auf den Hausbahnsteig) komplett modernisiert. Die Bahnsteige zu den Gleisen 2 und 4 sowie zu den Gleisen 5 und 7 wurden erneuert und auf eine einheitliche Höhe von 55 Zentimeter gebracht. Es gibt eine Unterführung mit Aufzügen zu den Bahnsteigen. 

## Bahnhofsanlage
Das Bahnhofsgelände von Nidda hat beachtliche Ausmaße. Es gab im südlichen Teil ausgedehnte Verladegleise, einen Lokschuppen und den Industrieanschluss einer Chemieanlage. Inzwischen sind die Gleise zurückgebaut, außer den fünf Bahnsteiggleisen gibt es noch zwei Abstellgleise. der Lokschuppen dient heute als Veranstaltungsort, er ist gleismäßig nicht mehr angeschlossen. Der Gleisanschluss wird nicht mehr bedient.
In Nidda wurde im April 2017 das ESTW-A (an ESTW-Z Altenstadt angeschlossen) als Ersatz für zwei mechanische Stellwerke in Betrieb genommen, da für diese ein Umbauverbot bestand und sich die Ersatzteilbeschaffung für die seltene Bauart Willmann schwierig gestaltete.
Empfangsgebäude

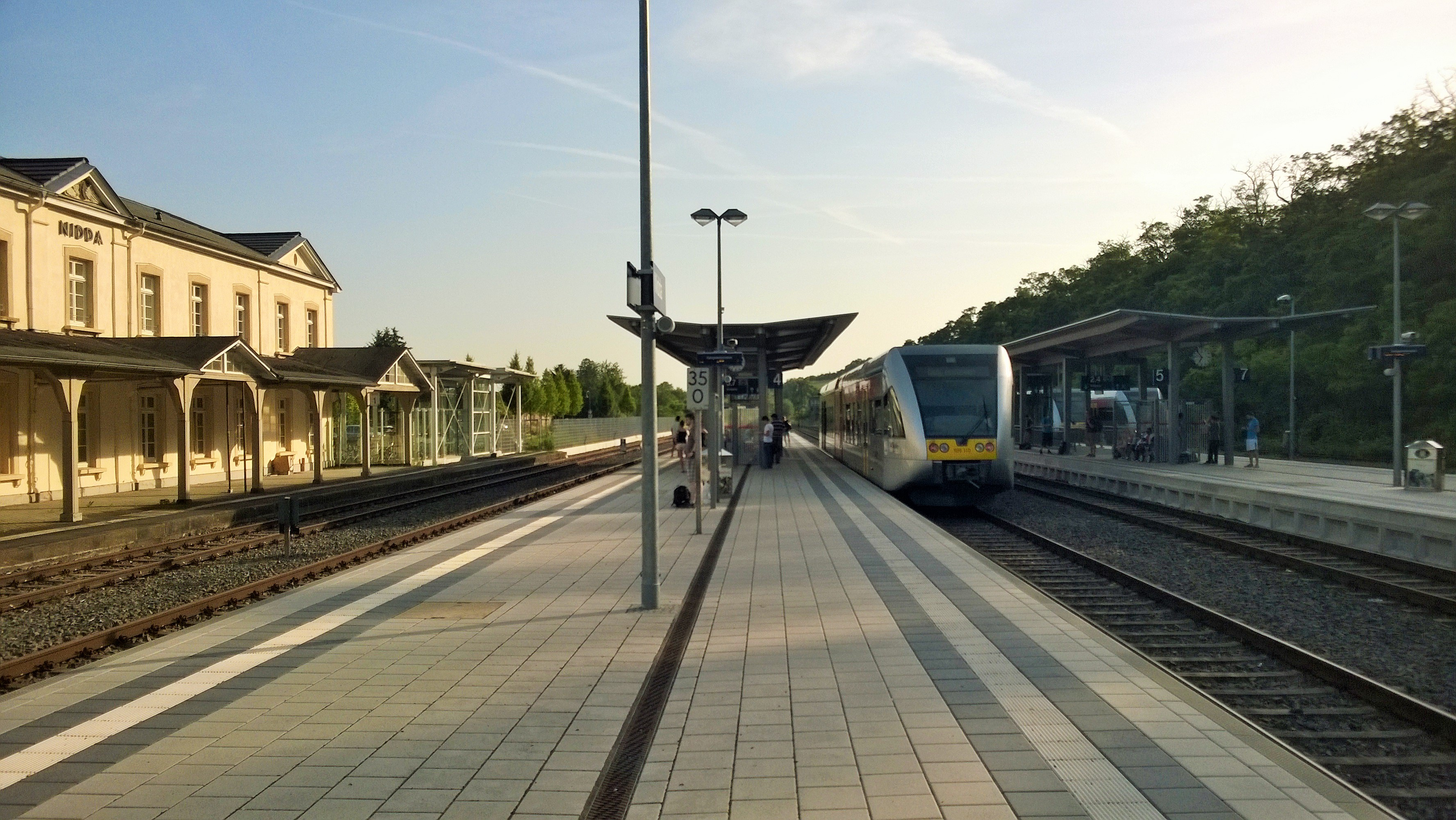
Der Bahnhof Nidda verfügt über fünf Bahnsteige: den nicht mehr planmäßig angefahren Hausbahnsteig (links) sowie die beiden Mittelbahnsteige für den Regelverkehr.

Das Empfangsgebäude des Bahnhofs steht unter hessischem Denkmalschutz.

## Betrieb
Zum Fahrplanwechsel 2003/2004 am 14. Dezember 2003 wurde auf der Lahn-Kinzig-Bahn der Wochenend- und Feiertagverkehr wieder aufgenommen.
Bis zum Fahrplanwechsel 2004/2005 wurde die Strecke der Horlofftalbahn im Nahverkehr von der Butzbach-Licher Eisenbahngesellschaft (BLE) bedient. Seit dem Fahrplanwechsel 2005/2006 wird diese Strecke von der Hessischen Landesbahn GmbH (HLB), der Muttergesellschaft der Butzbach-Licher Eisenbahngesellschaft.
Auch wenn der Bahnhof inzwischen unbesetzt ist, herrscht hier zumindest zeitweise auch noch reger Verkehr, wenn die Züge von und nach Gelnhausen, Gießen und Friedberg zusammenkommen und das gegenseitige Umsteigen ermöglichen. Züge Richtung Gießen fahren von Gleis 2, die Züge nach Gelnhausen von Gleis 4 und Richtung Friedberg von den Gleisen 5 und 7 ab. Gleis 1 (der Hausbahnsteig) war das Gleis in Richtung Schotten.
Auf der Lahn-Kinzig-Bahn verkehren die Züge im Stundentakt zwischen Gießen und Gelnhausen. In der Hauptverkehrszeit enden bzw. beginnen einzelne Züge in Nidda.
Auf der Horlofftalbahn verkehren die Züge im Stundentakt über Echzell, Reichelsheim und Beienheim nach Friedberg. In der Hauptverkehrszeit verkehren auf der Strecke durchgehende Züge von und nach Frankfurt (Main) Hauptbahnhof. Zwei dieser Züge werden lokbespannt von der DB Regio AG mit einer Lokomotive der Baureihe 245 und Doppelstockwagen (ab der Fahrplanumstellung 2012/2013 Doppelstockwagen mit lokomotive der Baureihe 218, davor mit n-Wagen), ein Zug in Mehrfachtraktion mit den auch ab Friedberg verkehrenden GTW 2/6 durch die HLB bedient (Stand 2024).
| Linie | Verlauf | Takt   | Betreiber      |
| ----- | --- | ------ | -------------- |
| RB 46 | Lahn-Kinzig-Bahn: Gießen – Gießen Erdkauter Weg – Watzenborn-Steinberg – Garbenteich – Lich (Oberhess) – Langsdorf (Oberhess) – Hungen – Trais-Horloff – Ober Widdersheim – Borsdorf (Hess) – Nidda – Ranstadt – Effolderbach – Glauburg-Stockheim – Bleichenbach – Büches-Düdelsheim – Büdingen (Oberhess) – Mittel Gründau – Lieblos – Gelnhausen Stand: Fahrplanwechsel Dezember 2021 | 60 min | HLB Hessenbahn |
| RB 48 | Horlofftalbahn: (Frankfurt (Main) Hbf – Frankfurt (Main) West – Bad Vilbel –) (einzelne Züge zur HVZ) Friedberg (Hess) – Dorheim (Wetterau) – Beienheim – Weckesheim – Reichelsheim (Wetterau) – Gettenau-Bingenheim – Echzell – Ober-Widdersheim Häuserhof – Bad Salzhausen – Nidda Stand: Fahrplanwechsel Dezember 2021                                                                | 60 min | HLB Hessenbahn |

Am Niddaer Bahnhof halten einige Regional- und Stadtbuslinien, die den Bahnhof mit den umliegenden Städten, Dörfern und Gemeinden verbinden.